# Michalis Delavinias
Michalis Delavinias (griechisch Μιχάλης Δελαβίνιας, * 1921; † 6. November 2003) war ein griechischer Fußballspieler.

## Sportlicher Werdegang
Delavinias spielte in den 1940er Jahren und Anfang der 1950er Jahre für AEK Athen in der griechischen Meisterschaft, die seinerzeit noch in regionalen Serien und einer landesweiten Endrunde ausgetragen wurde. Mit dem Klub gewann er 1940 unter Trainer Kostas Negrepontis den Meistertitel, ehe aufgrund des Zweiten Weltkriegs in den folgenden Jahren der Spielbetrieb zum Erliegen kam.  Während die Meisterschaft nach Kriegsende von Olympiakos Piräus und dem Athener Lokalrivalen Panathinaikos dominiert wurde, erreichte der Torwart Ende der 1940er Jahre drei Mal mit seinem Klub das Endspiel um den griechischen Landespokal. Dabei ging die Mannschaft 1949 und 1950 jeweils als Sieger vom Platz Panathinaikos bzw. Aris Thessaloniki mussten sich geschlagen geben. 1953 stand er ein weiteres Mal im Endspiel, seinerzeit gewann jedoch Olympiakos durch einen 3:2-Sieg den Titel.
1948 debütierte Delavinias im Trikot der griechischen Nationalmannschaft, als diese vor heimischem Publikum in Athen der Türkei mit 1:3 unterlag. In den folgenden Jahren gehörte er regelmäßig zum Auswahlkader, bestritt aber bis zu seinem letzten Auftritt gegen eine französische Auswahlmannschaft im Oktober 1951 in Marseille, bei der er neben Antonios Paragyos, Giorgos Mouratidis, Mannschaftskapitän Goulielmos Arvanitis, Mihalis Papatheodorou, Kostas Poulis, Elias Papageorgiou und Giannis Kanakis einer von acht AEK-Akteuren in der Startformation im Stade Vélodrome war, lediglich vier Länderspiele. Im folgenden Sommer nahm er als Ersatztorhüter hinter Nikolaos Pentzaropoulos an den Olympischen Sommerspielen 1952 teil, das Fußballturnier endete für ihn und die griechische Auswahl mit einer 1:2-Auftaktniederlage gegen Dänemark jedoch direkt nach dem ersten Spiel.